# Der kleine Herr Hu. Ein Chinese in Paris
Der kleine Herr Hu. Ein Chinese in Paris ist ein Buch des Historikers Jonathan D. Spence. Das englische Original erschien 1988 (The Question of Hu) und die deutsche Übersetzung erstmals 1990. Die mikrohistorische und zugleich globalhistorische Analyse beschreibt die Geschichte des Chinesen Hu Ruowang (John Hu, auch Giovanni Hu), der zum römisch-katholischen Christentum konvertierte, 1722 den Jesuitenpater Jean-François Foucquet nach Europa begleitete und zwei Jahre in der psychiatrischen Klinik Charenton in Paris eingesperrt war, bevor er nach China zurückkehren konnte. Die beschriebenen Figuren und Ereignisse sind historische Persönlichkeiten und historische Begebenheiten, die von Spence aus den historischen Quellen aufgearbeitet worden sind und im Anhang belegt sind. Über die Endform des Buches, ob es sich um Belletristik oder um ein Sachbuch handelt, besteht jedoch Uneinigkeit.

## Inhalt und Kontext

### Inhaltsangabe
Der Chinese Hu Ruowang (John Hu), ein christlicher  Konvertit aus der südchinesischen Provinz Guangdong (Kanton), kommt im Jahr 1722 als Begleiter des Jesuitenpaters Jean-François-Foucquet nach Frankreich (Orléans und Paris). Gemäß Vertrag, den Hu und Foucquet auf der Überfahrt von China via Brasilien nach Europa abgeschlossen hatten, soll Hu fünf Jahre für Foucquet als Kopist alter chinesischer Texte arbeiten. Die Zusammenarbeit zwischen Hu und Foucquet verläuft von Anfang an nicht gut. Die Gründe sind auf beiden Seiten zu suchen: Hu kopiert kaum aus den chinesischen Texten, er lernt keine neue Sprache und kann somit meist nur mit Foucquet kommunizieren, der die einzige andere Person ist, die ebenfalls Chinesisch sprechen kann. Bald fällt Hu durch sein Verhalten Foucquet und anderen aus seinem Umfeld auf. Er prügelt sich auf der Überfahrt mit einem Matrosen, borgt in Frankreich ungefragt ein Pferd aus, zerreißt Textilien, will weite Reisen zu Fuß unternehmen, erzählt von Visionen, predigt in der Öffentlichkeit auf Chinesisch, verschiebt bei einer Audienz beim päpstlichen Nuntius das Mobiliar und tut sich schwer mit der starken Präsenz der Frauen in der Öffentlichkeit in Europa. Foucquet seinerseits beschäftigt sich kaum mit Hu und ist seiner bald überdrüssig, weil dieser aus seiner Sicht nur Ärger verursache und seinen Aufgaben nicht nachkomme.
Als Hu sich weigert, mit Foucquet von Paris aus nach Rom weiterzureisen, initiiert Foucquet, dass Hu mit einem lettre de cachet eingesperrt wird, woraufhin Hu zwei Jahre (1723–1725) im Hospiz zu Charenton in Paris verbringt. Erst als sich zufällig jemand findet, der den kantonesischen Dialekt beherrscht, ändert sich Hus Situation. Der Nuntius besucht im August 1725 Hu mit einem Dolmetscher und befindet Hus Geisteszustand für gesund. Zwei Monate später, im Oktober 1725, bekommt Hu Besuch von Pater Goville SJ, der in Guangdong (Kanton) Foucquets Vorgesetzter gewesen und nach den neuesten politischen Entwicklungen 1724 nach Europa zurückgekehrt war. Auch Goville hält Hu für gesund und setzt sich für dessen Freilassung ein. Gleichzeitig sorgt er dafür, dass ein Brief Hus bei Foucquet ankommt. In der Zeit bis zur Überfahrt und bis er wieder auf chinesischem Boden ist, verhält sich Hu ähnlich unkooperativ wie vor seiner Zeit in Charenton. Im November 1726 schließlich ist Hu wieder zurück in China. In seinem Heimatdorf sitzt Hu umringt von Kindern, die wissen wollen, „wie es dort drüben im Westen ist“, und Hu setzt an zu seiner Erzählung: „‚Nun‘, sagt er dann, ‚das ist so.‘“

### Kontext
Mehrere größere Themen bilden den Hintergrund dieser Geschichte. Der Grund, wieso Hu für Foucquet als Kopist arbeiten sollte, war Foucquets Forschungsarbeit. Foucquet war seit vielen Jahren darum bemüht, seine These zu verteidigen, dass die zentralen alten chinesischen Texte, wie das Buch der Wandlungen (Yi Jing oder I Ging), ebenfalls vom christlichen Gott stammen würden. Den größeren Kontext im Hintergrund dieser Diskussionen bildete der sogenannte Ritenstreit, in den die Jesuiten verwickelt waren und der eine große Frage der Jesuitenmission bildete. Im Ritenstreit ging es um die Frage, wie Rituale, zum Beispiel die Ahnenverehrung, eingestuft werden sollten und ob diese Rituale nach der Konversion weiterhin von christlicher Seite her toleriert werden sollten oder nicht. Diese Diskussionen wiederum waren geprägt von kirchen- und machtpolitischer Dynamik. Innerhalb des Jesuitenordens gab es unterschiedliche Ansichten darüber, ebenso auch unter den verschiedenen römisch-katholischen Orden, die in China und angrenzenden Regionen christliche Mission betrieben. 1742 verbot Papst Benedikt XIV. schließlich die Riten.
Die Stimmung der einheimischen Bevölkerung in Guangdong (Kanton) gegenüber den europäischen Ausländern war meist angespannt und verschlechterte sich stets nach tödlichen oder anderweitigen Zwischenfällen. Dies war einer der Gründe, weshalb Pater Goville SJ, der Vorgesetzte Foucquets in Guangdong, hatte verhindern wollen, dass Foucquet einen Chinesen mit nach Europa nahm. Foucquet hatte in der Eile und unter diesen Umständen fast niemanden finden können, weshalb seine Wahl schließlich auf Hu fiel. Der Status der europäischen Missionare in China hing zudem vom chinesischen Kaiser ab. Nachdem 1722 Kaiser Kangxi gestorben war, der ihnen gegenüber eine einigermaßen tolerante Haltung eingenommen hatte, verschlechterten sich unter dessen Nachfolger, seinem Sohn Yongzhen, die Bedingungen für die europäischen Missionare. 1724 ordnete Kaiser Yongzhen die Ausweisung der katholischen Missionare an.

## Fragestellung, Erkenntnisinteresse und Methode

### Fragestellung und Erkenntnisinteresse
Den Auslöser für diese Arbeit bildete ein Buch (1982) John Witeks SJ (1933–2010), damals Professor an der Universität Georgetown, über Jean-François Foucquet SJ. Darin sind kurz die Ereignisse mit Hu geschildert und dies veranlasste Spence dazu, ihnen weiter nachzugehen.
Spence lässt die zentrale Frage seines Buches durch die Hauptfigur Hu im ersten Kapitel mit der Überschrift „Die Frage“ selber stellen: „Warum hat man mich hier eingesperrt?“ Mit „hier“ ist die psychiatrische Klinik Charenton in Paris gemeint, das Hospiz der Barmherzigen Brüder, wo Hu zwei Jahre (1723–1725) verbringen musste. Einerseits geht es um eine Aufarbeitung der Ereignisse und Umstände, die dazu führten, dass der Chinese Hu Ruowang schließlich zwei Jahre in Charenton war. Dabei zeigte sich, dass auch Missverständnisse, kulturelle Verschiedenartigkeiten und Sprachbarrieren eine große Rolle spielten. Zudem geht es bei dieser Frage auch um die heikle Zuschreibung von «Verrücktheit» oder «Wahnsinn», die historisch und kulturell bedingt stets unterschiedlich ausfällt. Ersichtlich wird schließlich, wie eurozentristisch die Beurteilung von Hus Verhalten in Europa geprägt war und wie dies im Widerspruch zum jesuitischen Interesse in Übersee an lokalen Bräuchen und Vorstellungen stand.